# Lissocarcinus
Lissocarcinus là một chi cua biển trong họ cua bơi Portunidae.

## Các loài
Hiện hành chi cua biển này gồm 9 loài như sau::
- Lissocarcinus arkati Kemp, 1923
- Lissocarcinus boholensis Semper, 1880
- Lissocarcinus echinodisci Derijard, 1968
- Lissocarcinus elegans Boone, 1934
- Lissocarcinus holothuricola (Streets, 1877)
- Lissocarcinus laevis Miers, 1886
- Lissocarcinus orbicularis Dana, 1852
- Lissocarcinus ornatus Chopra, 1931
- Lissocarcinus polybioides Adams & White, 1849